# Râul Burdaleuca
Râul Burdaleuca este un curs de apă, afluent al râului Cracău. 

## Hărți
- Parcul Vânători-Neamț